# Entonació (fonètica)
L'entonació és un tret de la fonètica que defineix la corba melòdica de la frase o fragment d'oració pronunciat entre dues pauses. S'anomena tret suprasegmental perquè no afecta sols a un fonema sinó a un conjunt.

## Funcions
L'entonació compleix diverses funcions en la llengua. La més destacada és transmetre l'actitud del parlant, modulant les emocions o la seva percepció de la parla en allò que produeix. Per intentar no perdre aquesta informació en els xats o parla per escrit s'han adoptat les emoticones. L'entonació també ajuda a donar èmfasi a un sintagma o element de la frase, sigui perquè l'emissor vol donar-li rellevància, sigui per marcar una desviació del sentit original o perquè s'ha produït un canvi d'ordre en les paraules que formen l'oració. En alguns idiomes ajuda a destriar el significat dels mots.

## Entonació i modalitat oracional
Segons l'entonació es poden distingir diversos tipus de frases:
- Enunciativa: l'oració afirma o nega un fet, exposa un missatge. La corba melòdica fa una pujada i una baixada, essent el punt àlgid al mig de la frase. Les pauses oracionals marquen la relaxació de l'entonació.
- Interrogativa: la frase pregunta una informació. Pot ser absoluta (es respon amb sí o no) i llavors l'entonació comença baixa i acaba alta; pronominal (amb una partícula interrogativa com què, on, etc.) i llavors l'èmfasi està a l'inici, en la partícula; o relativa (quan es pressuposa una resposta determinada) i aleshores la corba melòdica és una diagonal ascendent o similar a l'enunciativa, segons el grau d'ironia.
- Exclamativa: expressa l'emoció del parlant, d'esquema entonatiu variable segons el sentiment subjacent.